# Cabale de Conway
Pour les articles homonymes, voir Cabal.

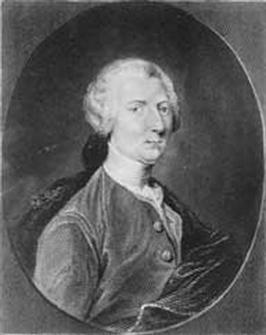
Major-général franco-irlandais Thomas Conway.

La cabale de Conway (en anglais Conway Cabal) fait référence à une conspiration de la fin de 1777, début 1778 visant à démettre George Washington du commandement de l'Armée continentale lors de la guerre d'indépendance des États-Unis. Elle tire son nom du Major-général Thomas Conway, dont les lettres critiquant Washington furent transmises au Congrès continental. Le complot échoue lorsqu'il est rendu public, alors que Conway démissionne et que le Général Horatio Gates présente ses excuses à George Washington. 

## Source
- (en) Cet article est partiellement ou en totalité issu de l’article de Wikipédia en anglais intitulé « Conway Cabal » (voir la liste des auteurs).